# Ana Cláudia Michels
Ana Cláudia Michels (Joinville, 31 luglio 1981) è una modella brasiliana.

## Biografia
Inizia la sua carriera di modella all'età di 14 anni, la prima sfilata a Itajaí, Santa Catarina. Dopo aver compiuto i 16 anni, lascia il Brasile per trasferirsi a New York. Nella stessa occasione, Ana Claudia venne scelta da Chanel per un tour in Giappone.
È apparsa anche in alcune pubblicità: Burberry, Giorgio Armani, Louis Vuitton, Macy's, Nike, Tommy Hilfiger e Victoria's Secret.